# Werken (hout)

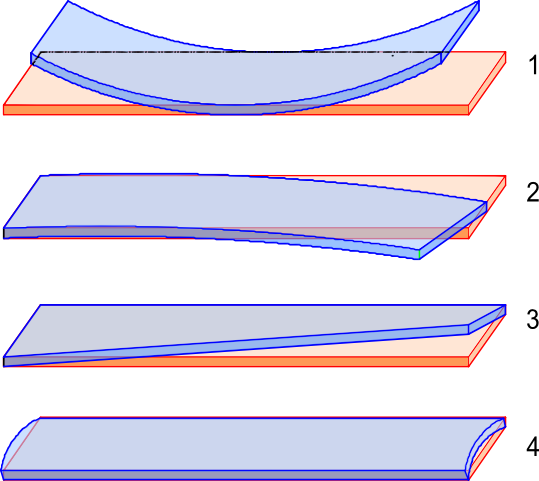

Werken of werking van hout is de vervorming die in hout optreedt onder invloed van vocht. Door opname en afgifte van vocht kan hout zwellen en krimpen, en in sommige gevallen kromtrekken of scheuren.

## Beschrijving
Hout kan uitzetten bij vochtopname en krimpen bij vochtverlies. In tegenstelling tot bijvoorbeeld metaal verandert hout niet veel van vorm onder invloed van de temperatuur, maar vooral door vocht.
Houtsoorten gedragen zich verschillend ten opzichte van vocht. De krimp van houtsoorten in drie dimensies wordt gemeten aan de hand van de volgende kengetallen:
- Longitudinale krimp Kl: het percentage verandering in de lengterichting (de richting van de houtvezels). Deze is meestal vrij klein, daarom wordt dit kengetal vaak weggelaten.
- Radiale krimp Kr: het percentage verandering in radiale richting (spaaksgewijs ten opzichte van de kern).
- Tangentiale krimp Kt: het percentage verandering in tangentiale richting (parallel aan een raaklijn op de jaarringen).

Als vuistregel wordt meestal de verhouding Kl:Kr:Kt=1:10:20 aangehouden. De tangentiale krimp is twee keer zo groot als de radiale krimp, en deze is 10 keer zo groot als de longitudinale krimp. Dit is enkel een vuistregel, de exacte verhouding is afhankelijk van onder andere de houtsoort. 
Als gevolg van krimpen en zwellen kan hout kromtrekken of scheuren, met name als het hout niet goed is bevestigd of als er binnen een houten voorwerp grote vochtverschillen zijn.

## Abnormale werking
Soms kan in hout abnormale krimp of zwelling plaatsvinden. Onder meer reactiehout dat in de boom is gevormd om langdurige druk- of trekkrachten te weerstaan, zal afwijkend gedrag vertonen bij krimp of zwelling. Ook bijvoorbeeld een warrig verlopende draad kan dit veroorzaken. De abnormale werking kan extreem zijn.

## Maatregelen
Om de gevolgen van het werken van hout tegen te gaan, kan men afhankelijk van de houtsoort verschillende maatregelen nemen. Zo wordt hout tegenwoordig veelal in gecontroleerde omstandigheden gedroogd, zodat vochtverschillen binnen het hout tijdens het drogingsproces geminimaliseerd worden. Ook helpt het vaak om hout zo te bevestigen dat het de ruimte heeft om te bewegen.
Door de manier van hout zagen zijn de effecten van het werken te verminderen. Kwartier gezaagd hout (spaaksgewijs ten opzichte van de kern) krimpt en zwelt minder. Dosse gezaagd hout (in een raaklijn op de jaarringen) krimpt en zwelt sterker aan de buitenkant dan aan de binnenkant (bij de kern) en kan hierdoor kromtrekken.
Sommige houten objecten worden afgeleverd met een vochtigheidsgraad die aangepast is aan de verwachte omstandigheden waarin het gebruikt gaat worden. Zo worden parketvloeren in Nederland en België vaak afgeleverd met een vochtigheidsgraad van 10%, wat ligt tussen de verwachte vochtigheidsgraad van het hout in de zomer (13%) en in de winter (8%). 
Berucht was ook de bouw, waar zorgvuldig gedroogde kozijnen en deuren na levering op de bouwplaats onbeschermd aan de elementen werden blootgesteld. Tegenwoordig wordt dit tegengegaan door kozijnen in de fabriek te schilderen en zoveel mogelijk just in time te leveren.